# نوغروهو ويسنومورتي
نوغروهو ويسنومورتي (بالإندونيسية: Nugroho Wisnumurti) كان الممثل الدائم لإندونيسيا لدى الأمم المتحدة والمنظمات الدولية الأخرى في جنيف سويسرا في الفترة من 2000 إلى 2004.

## التعليم
- ليمهاناس (معهد المرونة الوطنية) جاكرتا (1988).
- كلية الحقوق بجامعة كولومبيا مدينة نيويورك (1973).
- كلية الحقوق بجامعة إندونيسيا (1965).

## السيرة الذاتية
- السفير والممثل الدائم لجمهورية إندونيسيا لدى الأمم المتحدة في مدينة نيويورك (1992-1997).
- سفير إندونيسيا في جامايكا وجزر البهاما وغواتيمالا ونيكاراغوا (1992-1997).
- ممثل إندونيسيا في مجلس الأمن التابع للأمم المتحدة (1995-1996).
- رئيس مجلس الأمن التابع للأمم المتحدة (أغسطس 1995 - نوفمبر 1996).
- رئيس مكتب التنسيق لحركة عدم الانحياز (1992-1995).
- عضو فريق خبراء الأمم المتحدة المعني بالأمن الدفاعي (1991-1992).
- عضو فريق خبراء مركز الجنوب لحركة عدم الانحياز حول دور الأمم المتحدة في تعزيز التعاون الدولي (1991-1992).
- مفاوض وكبير المفاوضين لاتفاقيات مختلفة بشأن تعيين الحدود البحرية مع البلدان المجاورة (1977-1989).
- نائب رئيس وفد إندونيسيا إلى مؤتمر نزع السلاح في جنيف (1982-1986).
- عضو وأمين وفد إندونيسيا إلى مؤتمر الأمم المتحدة الثالث لقانون البحار (1974-1982).
- عضو وفد إندونيسيا إلى لجنة الأمم المتحدة لقاع البحار (1971-1974).